# Кузьмин, Максим Арсентьевич
Максим Арсентьевич Кузьмин (1883, Саратов — май 1939, Новосибирск) — русский и советский строитель, участник возведения ряда объектов Новосибирска, организатор работ по сооружению купола Дома науки и культуры.

## Биография
Родился в 1883 году в Саратове. Обучался в Санкт-Петербурге. Выпускник института путей сообщения.
Переехал в Сибирь после начавшегося в этой части России оживления строительной отрасли. Был строителем в посёлке Яшкино, работал на польскую фирму «Любинский и Веккер» в Томске, где в 1910 году поженился, после чего переселился в Новониколаевск вместе с семьёй.
В Новониколаевске/Новосибирске Кузьмин участвовал в строительстве различных проектов: тоннеля под железнодорожной линией, вокзала (1913), железобетонного моста через Каменку, связавшего городской центр с территорией современного Октябрьского района.

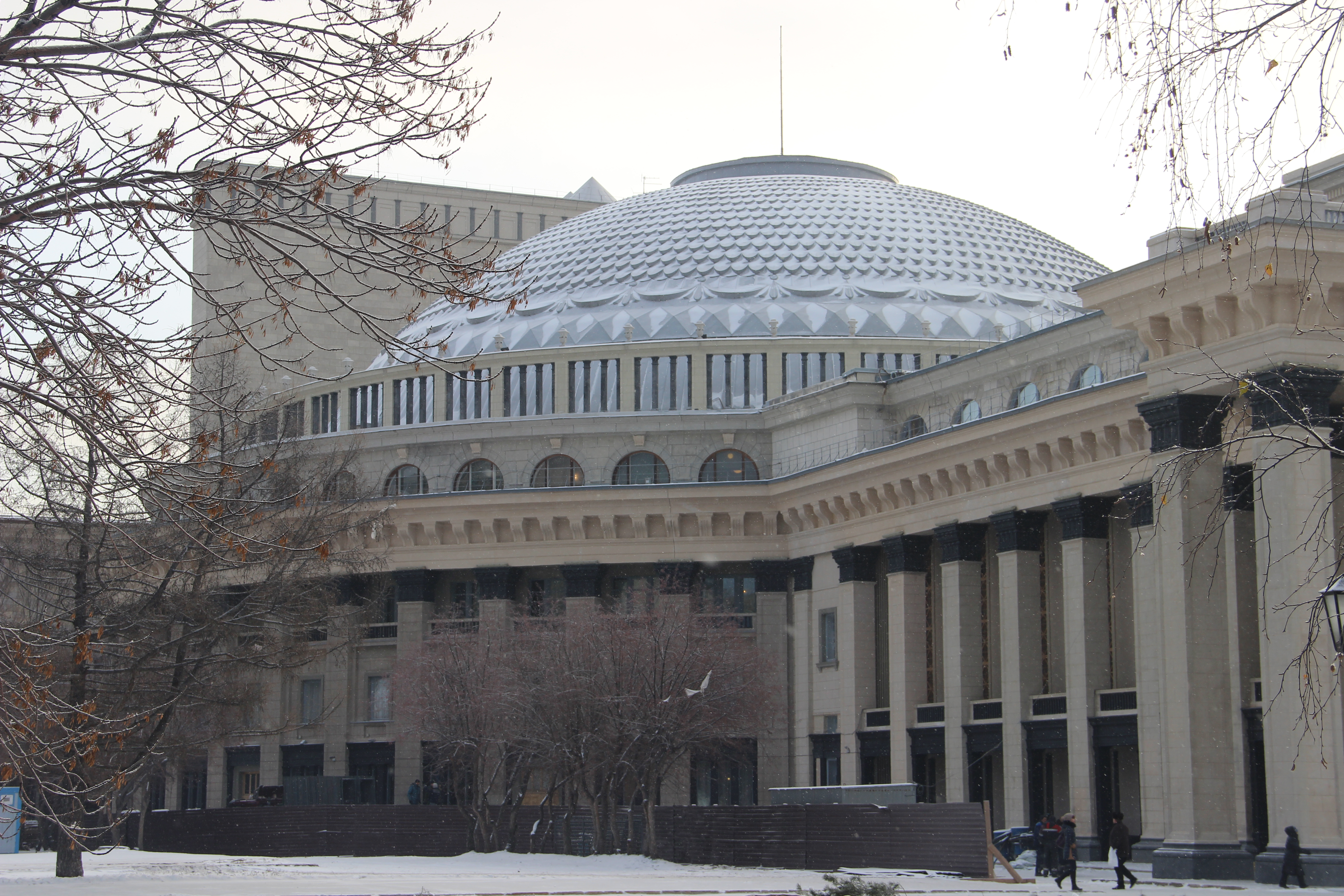
Вид на купол Новосибирского театра оперы и балета, построенный под руководством Кузьмина.

Самым значимым событием в его жизни стало возведение Дома науки и культуры (в будущем — Новосибирского театра оперы и балета). Во время постройки этого объекта он руководил сооружением купола. Бетонирование на его опалубочную систему велось с помощью так называемой «пушки»; этот процесс следовало выполнять в круглосуточном режиме. Кроме того, бетон в зимний период нуждался в обогреве «тепляками». В результате Кузьмин ночевал на рабочем месте, контролируя весь ход работ.

## Оценки
Н. И. Молотилов, профессор Сибирского строительного института, 28 августа 1932 года при оценке сооружения Дома науки и культуры сказал о строителе следующее: «М. А. Кузьмин по справедливости считается лучшим прорабом по ж.-б. работам в Сибири».